# Амброз (Северная Дакота)
Амброз (англ. Ambrose) — город США, город в штате Северная Дакота, расположенный в округе Дивайд. По состоянию на 2013 год, численность населения составляла 27 человек.

## Географическое положение
Амброз расположен в 15 км на западе от столицы округа Дивайд, города Кросби. Климат семиаридный, с теплым летом и холодной зимой.

## Население
Расовый состав согласно оценкам Бюро переписи населения США на 2010 год:
- белые — 100,0 %

Гендерный состав 57,7 % мужчин и 42,3 % женщин. Средний возраст населения составляет 53,5 года.

## Экономика
Наибольшая занятость населения округа в отраслях строительство, торговля и добыча полезных ископаемых.

## Полиция
На данный момент за порядок и безопасность жителей города отвечает Офис шерифа округа Дивайд, в составе 9 приведённых к присяге сотрудников.